# Poul Nielsen
Niels Poul Nielsen (Kopenhagen, 25 december 1891 – aldaar, 9 augustus 1962) was een Deens voetballer, die zijn gehele carrière speelde als aanvaller voor Kjøbenhavns Boldklub. Met die club won hij zesmaal de Deense landstitel. Hij overleed op 70-jarige leeftijd.

## Interlandcarrière
Nielsen, bijgenaamd "Tist", speelde in totaal 38 interlands (52 goals) voor de Deense nationale ploeg, waarmee hij in 1912 deelnam aan de Olympische Spelen in Stockholm. Daar won de selectie de zilveren medaille, net als vier jaar eerder in Londen. In de finale, gespeeld op 4 juli 1912 in het Olympisch Stadion, was Groot-Brittannië met 4-2 te sterk. Hij scoorde gemiddeld 1,37 goal per wedstrijd voor de Deense nationale ploeg. Zijn doelpuntentotaal werd op 24 juni 2010 geëvenaard door Jon Dahl Tomasson in een WK-wedstrijd tegen Japan.

## Erelijst
Kjøbenhavns Boldklub
- Deens landskampioenschap

1913, 1914, 1917, 1918, 1922, 1925